# Oryctoderinus walfordorum
Oryctoderinus walfordorum är en skalbaggsart som beskrevs av S. Endrödi 1978. Oryctoderinus walfordorum ingår i släktet Oryctoderinus och familjen Dynastidae. Inga underarter finns listade i Catalogue of Life.